# 宫崎安贞
宫崎安贞（日语：／ Miyazaki Yasusada */?，1623年—1697年9月8日）是日本江戶時代前期的一名農學家。

## 经历
宫崎安贞出生于安艺国广岛藩，为广岛藩士宫崎仪右卫门次子，仪右卫门曾担任安艺国广岛藩的山林奉行，俸禄200石。宫崎安贞于25岁离开广岛藩，前往筑前国福冈藩，出任山林奉行，但在30岁时辞职。1652年（承应元年)，宫崎安贞回到自己位于志摩郡女原村的知行地，此后一边从事农业，也致力于農業技術的改良，为此，宫崎安贞也曾周游山陽道、畿内、丹波国、伊勢国、紀伊国等地，并深入农村和农民交流。同时也考察当地的山林、河流水利设施。
1661年（寛文元年），宫崎安贞前往京都与同为福冈藩出身的学者貝原益軒交流，曾一同研究了中国农学、本草学著作。回到福冈藩后，宫崎安贞将个人财产全部投入当地的新田开垦、围垦及植树造林事业，并尽心指导农民掌握增产技术。
宫崎安贞参考了明朝学者徐光启的《農政全書》并结合自身考察经验，于1695年（元禄7年）写成了《農業全書》，1697年（元禄9年），此书在京都出版，并对于农业技术在日本的推广起到了一定的贡献。同年7月23日，宫崎安贞在福冈逝世，享年75岁。
宫崎安贞与大藏永常、佐藤信淵一并被誉为“江户时代三大农学家”。1911年（明治44年）11月15日，日本政府追赠他正五位。